# Leclanchers jufferduif
Leclanchers jufferduif (Ptilinopus leclancheri) is een duif die voornamelijk op de Filipijnen voorkomt. Deze vogel is genoemd naar de Franse scheepsarts Charles Leclancher (1804-1857).

## Algemeen
Leclanchers jufferduif is een duif van gemiddelde grootte. Het mannetje is kleurig, met een groene buik en vleugels, een bruin staart en een witachtige kop en nek. Onder de gele snavel zit een kleine zwarte plek. Het vrouwtje heeft een groene kop, nek en borst en geen zwarte plek bij de hals.

## Ondersoorten en verspreiding
Er worden vier verschillende ondersoorten onderscheiden van de Leclanchers jufferduif:
- P. l. taiwanus: Taiwan.
- P. l. longialis: Lanyu (nabij zuidelijk Taiwan) en de eilanden ten noorden van Luzon.
- P. l. leclancheri: Filipijnen (met uitzondering van Palawan en de Sulu-eilanden).
- P. l. gironieri: Palawan.

## Leefgebied
Leclanchers jufferduif komt voor in laaglandbossen in de Filipijnen en Taiwan. In de Filipijnen komt de soort vrij veel voor, in Taiwan wordt het aantal broedparen geschat op minder dan 100.

## Voedsel
Het dieet van deze soort bestaat voornamelijk uit fruit.

## Voortplanting
Het vrouwtje legt een enkel ei in een nest gemaakt van kleine takjes.